# محمود أباد (دهقان)
محمود أباد هي قرية في مقاطعة دهقان، إيران. يقدر عدد سكانها بـ 342 نسمة بحسب إحصاء 2016.